# Bufeta hiperactiva
La síndrome de bufeta hiperactiva o, senzillament, bufeta hiperactiva és un trastorn en què hi ha una sensació freqüent d'haver d'orinar fins al punt que afecta negativament la vida de la persona. La necessitat freqüent d'orinar es pot produir durant el dia, a la nit o en ambdós moments. Si hi ha pèrdua del control de la bufeta, es coneix com a incontinència d'ànsia. Més del 40% de les persones amb bufeta hiperactiva tenen incontinència. Per contra, entre el 40% i el 70% de la incontinència urinària es deu a la bufeta hiperactiva. La bufeta hiperactiva no posa en perill la vida, però la majoria de les persones amb aquesta malaltia tenen problemes durant anys.
Es desconeix la causa de la bufeta hiperactiva. Els factors de risc inclouen l'obesitat, la cafeïna i el restrenyiment. La diabetis mal controlada, la poca mobilitat funcional i el dolor pelvià crònic poden empitjorar els símptomes. Les persones solen tenir els símptomes durant molt de temps abans de buscar tractament i la malaltia de vegades és identificada pels cuidadors. El diagnòstic es basa en els signes i símptomes de la persona després de descartar altres problemes com ara infeccions del tracte urinari o trastorns neurològics. La quantitat d'orina que es perd durant cada micció és relativament petita. Si hi ha dolor en orinar cal pensar que no és una bufeta hiperactiva.
No sempre cal un tractament específic. Si es desitja tractament, es recomanen inicialment exercicis del sòl pelvià, entrenament de bufeta i altres mètodes de comportament. La pèrdua de pes en persones amb sobrepès, la disminució del consum de cafeïna i la ingesta de líquids moderats també poden ser beneficiosos. Els medicaments, típicament de tipus antimuscarínic, només es recomanen si altres mesures no són efectives. No són més efectius que els mètodes de comportament; no obstant això, els medicaments s'associen a efectes secundaris, sobretot en persones grans. Alguns mètodes d'estimulació elèctrica no invasius semblen efectius mentre estan en ús. Les injeccions de toxina botulínica a la bufeta són una altra opció. Els catèters urinaris o la cirurgia generalment no es recomana. Un diari per fer un seguiment dels problemes pot ajudar a determinar si els tractaments funcionen.
Es calcula que la bufeta hiperactiva es produeix en un 7-27% dels homes i en un 9-43% de les dones. Es fa més freqüent amb l'edat. Alguns estudis suggereixen que la malaltia és més freqüent en dones, especialment quan s'associa amb la pèrdua de control de la bufeta.